# 湘北建築高等職業訓練校
湘北建築高等職業訓練校（しょうほくけんちくこうとうしょくぎょうくんれんこう）は、日本にある大工養成を目的とする認定職業訓練による職業能力開発校。
訓練科として、木造建築科が設置されており、訓練は土曜日のみである。

## 所在地
神奈川県立産業技術短期大学校西キャンパス内

## 公式サイト
- 湘北建築高等職業訓練校